# مدافن دلمون
مدافن دلمون المعروفة محليا باسم مقبرة عالي، وهي مجموعة من المقابر في الجزء الغربي من الجزيرة الرئيسية في البحرين، ويرجع تاريخها إلى حضارة دلمون وثقافة أم النار والعصور اللاحقة، عرفت منذ العصور القديمة كجزيرة بها عدد كبير جدا من المدافن وفي الأصل تعتبر أكبر مقابر العالم القديم مساحة، وتتركز حيث المناطق الصخرية الصلبة الأعلى قليلا من مناطق التربة الزراعية الصالحة للزراعة في جنوب الجزيرة، وتعود المقابر إلى السكان المحليين على مدى عدة آلاف من السنين، وبلغ عددها نحو 11,774 تلة دفن، ويوجد في الأدب السومري ما يسمى دار المباركة الذي يشير إلى دلمون باعتبارها مقبرة النخبة، والقبور ليست كلها من العصر نفسه أو بنيت بنفس الأساليب ويمكن أن تختلف إلى حد كبير في الحجم، وما تزال البحوث تحت رعاية متحف البحرين الوطني (بالاشتراك مع التاريخية والأثرية جمعية البحرين للآثار التاريخية) مستمرة لتحديد جدول زمني ثابت لجميع المقابر وكذلك النظر في الآثار المترتبة على المجتمع أو المجتمعات التي بنتها، وقد أدرجت تلال مدافن دلمون ضمن لائحة التراث العالمي لمنظمة اليونسكو عام 2019، لتكون بذلك ثالث موقع أثري في البحرين يُدرج في القائمة.

## محتويات المقبرة

خريطة توضح مواقع مدافن دلمون

تتكون المدافن من غرفة الحجر المركزية محاطة بجدار منخفض ومغطاة بالحصى. حجم المقابر يختلف ولكن الغالبية منهم يبلغ قياسهم 15 قدم في 30 قدم (4.5 م في 9 متر) في قطر وهي بارتفاع من 3 قدم إلى 6 قدم (من 1 متر إلى 2 متر). عادة ما تحتوي على الأكوام الأصغر على غرفة واحدة فقط. الغرف عادة مستطيلة الشكل وتتكون من تجويف أو تجويفين في الجهة الشمالية الشرقية. أحيانا يوجد زوجين من تجاويف إضافية على طول منتصف الغرفة الأكبر.
على الرغم من أن المقابر تحتوي على غرف الدفن واحدة إلا أن بعضها يحتوي على العديد من الناس وغالبا ما تحتوي على غرف ثانوية. تسجى جثث الموتى بوضع الرأس عند نهاية القبة المظللة وعلى الجانب الأيمن. ترافق الجثة عدة أواني أو أدوات. كانت هناك بضع قطع من الفخار وأختام صدفية أو حجرية وسلال مختومة بالأسفلت وأدوات عاجية وجرار حجرية وأسلحة نحاسية في بعض الأحيان. الهياكل العظمية تمثل مع متوسط العمر المتوقع حوالي 40 عام. يدفن الرضع عموما في وخارج الجدار. كان متوسط عدد الأطفال هو 1.6 طفل لكل أسرة، وقد ساهم الفريق الدنماركي في عقد 1950 باكتشاف أدوات ترجع إلى نحو 3700 سنة قبل الميلاد، و4100 قبل الميلاد من نفس الثقافة، وهذا ما حفز العديد من المساهمين أن يحفروا ويتبينوا محتويات المقبرة بالكامل.

## تلال مدافن دلمون
تتكون تلال مدافن دلمون من 21 جزءاً منتشرة على امتداد يصل إلى 20 كيلومتر، وتضم تلال مدينة حمد، تلال مدافن الجنبية، تلال مدافن عالي الشرقي، وتلال مدافن عالي الغربي، ويصل عددها إلى 11,774 تلة، فيما تتواجد بينها تلال ملكية.

## محاولات الهدم
واجهت محاولات حماية المدافن معارضة من الأصوليين الدينيين الذين يعتبرون المدافن غير إسلامية ودعوا إلى بناء بيوت إسكانية عليها. خلال مناقشة برلمانية في 17 يوليو 2005 قال القيادي السابق في جمعية الأصالة الإسلامية السلفية الشيخ عادل المعاودة: (أي دلمون وأي بطيخ. .. مقبرة عالي يجب أن تزال وتقام عليها مشروعات إسكانية... أنا لا أفتخر بهؤلاء الكفار) وأضاف: (يكفينا قبر واحد فقط من هذه القبور لكي نقص به على الاجانب، ولا مبرر لإبقاء هذه المساحات من أجل عظام بالية مضى عليها آلاف السنين، ثم اني لا يشرفني ان افتخر بهؤلاء الكفار ولا أفتخر بدلمون ولا بطيخ وأرجو عدم تسييس القبور).

## تلال مدافن دلمون في قائمة التراث العالمي
أدرجت تلال مدافن دلمون في قائمة التراث العالمي لمنظمة الأمم المتحدة للتربية والعلوم والثقافة (اليونسكو)، وذلك خلال اجتماع اللجنة الثالث والأربعين الذي عُقد في باكو، في يوليو 2019، وقد أدرجت بناءً على معياريين من معايير الإدراج وهي المعيار الثالث الذي يتمثل في احتواء الموقع على شهادة استثنائية لإحدى التقاليد التراثية والحضارية، وتمثل المعيار الرابع في كون الموقع يمثل طريقة بناء ترمز إلى مرحلة من تاريخ البشرية.